# Thomas Atenga
 (janvier 2025).
Pour les articles homonymes, voir Atenga.
 (avril 2024).
La mise en forme du texte ne suit pas les recommandations de Wikipédia : il faut le « wikifier ».
Les points d'amélioration suivants sont les cas les plus fréquents :
- Les titres sont pré-formatés par le logiciel. Ils ne sont ni en capitales, ni en gras.
- Le texte ne doit pas être écrit en capitales (les noms de famille non plus), ni en gras, ni en italique, ni en « petit »…
- Le gras n'est utilisé que pour surligner le titre de l'article dans l'introduction, une seule fois.
- L'italique est rarement utilisé : mots en langue étrangère, titres d'œuvres, noms de bateaux, etc.
- Les citations ne sont pas en italique mais en corps de texte normal. Elles sont entourées par des guillemets français : « et ».
- Les listes à puces sont à éviter, des paragraphes rédigés étant largement préférés. Les tableaux sont à réserver à la présentation de données structurées (résultats, etc.).
- Les appels de note de bas de page (petits chiffres en exposant, introduits par l'outil «  Source ») sont à placer entre la fin de phrase et le point final[comme ça].
- Les liens internes (vers d'autres articles de Wikipédia) sont à choisir avec parcimonie. Créez des liens vers des articles approfondissant le sujet. Les termes génériques sans rapport avec le sujet sont à éviter, ainsi que les répétitions de liens vers un même terme.
- Les liens externes sont à placer uniquement dans une section « Liens externes », à la fin de l'article. Ces liens sont à choisir avec parcimonie suivant les règles définies. Si un lien sert de source à l'article, son insertion dans le texte est à faire par les notes de bas de page.
- La présentation des références doit suivre les conventions bibliographiques. Il est recommandé d'utiliser les modèles {{Ouvrage}}, {{Chapitre}}, {{Article}}, {{Lien web}} et/ou {{Bibliographie}}. Le mode d'édition visuel peut mettre en forme automatiquement les références.
- Insérer une infobox (cadre d'informations à droite) n'est pas obligatoire pour parachever la mise en page.

Pour une aide détaillée, merci de consulter Aide:Wikification.
Si vous pensez que ces points ont été résolus, vous pouvez retirer ce bandeau et améliorer la mise en forme d'un autre article.
Thomas Hirenée Atenga, né en 1967, est un journaliste, écrivain et chercheur camerounais et professeur émérite à l'université de Douala,.

## Biographie

### Vie et éducation
Il obtient une Maîtrise de philosophie à l'Université de Yaoundé.
Après son exil en France, il est diplômé de l’Université Paris 1 Panthéon Sorbonne (Master en Science politique) et de l’université Paris Ouest Nanterre (Master en Science de l’Information et de la Communication).
En 2004, il obtient un doctorat en sciences politiques à l'université de Paris 1, sous la direction de Lucien Sfez. Sa thèse s'intitule : Contrôle de la parole et conservation du pouvoir: analyse de la répression de la presse écrite au Cameroun et au Gabon depuis 1990,,.

### Carrière

#### Journalisme
Il entre comme journaliste au journal Le Messager, titre contestataire paraissant à Douala au Cameroun fondé par Pius Njawé.
Il devient chef du bureau du journal à Yaoundé. Il réalise une série de reportages sur les affaires financières de Jean Fochivé, ancien chef de la police camerounaise accusé d'avoir persécuté et torturé des militants défendant la démocratie au Cameroun.
En raison de ces enquêtes journalistiques, Fochivé a porté plainte contre lui et l'a traduit devant la justice camerounaise. Il quitte le pays avant l’issue du procès. Il s’installe en France en exil politique jusque dans les années 2000.

#### Enseignement
Il est chargé d’enseignement et de recherches au Centre d’études des mondes africains (CEMAF) de l’université Paris 1 Panthéon Sorbonne.
Il est professeur à l'Université de Douala (Cameroun) est membre et responsable de plusieurs équipes de recherches.
Recherche
Ses travaux de recherches portent sur des questions d'espace public médiatique, d'autoritarisme dans le champ politico-médiatique, de globalisation et de changements sociaux en Afrique.
Thomas Atenga est l'auteur de plusieurs articles scientifiques publiés dans des revues de renommée internationale. Il est régulièrement sollicité en tant que professeur invité dans des universités africaines et européennes. Ainsi, entre mars et mai 2018, il a été professeur invité de l'Université Grenoble Alpes en France où il a dispensé de nombreux enseignements et animé des conférences en rapport avec la construction d'un objet de recherche en sciences sociales notamment en sciences de l'information et de la communication, et des sujets se rapportant aux enjeux de pouvoirs d'Internet et des réseaux sociaux numériques dans des contextes sous-régionaux néo-autoritaires.
Publications
2019 (dir.) : Les questions de développement dans les sciences de l'information et de la communication. Mélanges offerts à Misse Misse, Louvain-la-Neuve, Academia, 456 p.
2014 (dir.) : La publicité au Cameroun : discours, tendances, marchés, Paris, Paf, 284 p.
2012 (dir.) : La communication au Cameroun : les objets, les pratiques, Paris, EAC, 174 p.
2008 : Au bord du fleuve, Paris, Thélès (roman), 155 p.
2007 : Cameroun-Gabon : la presse en sursis, Paris, Muntu, 276 p.